# Кінний монумент Марку Аврелію
41°53′34″ пн. ш. 12°28′56″ сх. д. / 41.892741638889° пн. ш. 12.482241461111° сх. д.
Кінний монумент Марку Аврелію (італ. Statua equestre di Marco Aurelio) — давньоримська бронзова скульптура, розташована на Капітолійському пагорбі в Римі.

## Історія
Вважають, що пам'ятник створений в 175 році. Первісно під копитами коня була розташована фігура варвара, яка втрачена. Поверхня скульптури була позолочена, залишки позолоти видно і зараз. Імператор верхи на стрункому коні та без стремен, як то було за його життя. Хоча це монумент переможцю, імператора подано без обладунків і без зброї, він в солдатському плащі, накинутому на туніку. Жест правиці імператора-філософа — не жест загрози, а привітання і пропозиція миру. Скульптура не набагато перевищує природні розміри людини та коня.
Залишки бронзових скульптур доби Греції та Риму в Середньовіччя розбивали і переплавляли на зброю. Дивним чином кінний монумент імператору уник знищення. Помилково імператора ототожнювали з римським імператором Константином Великим, що першим зробив християнство державним віросповіданням в імперії. Скульптура відома з VIII століття, коли стояла біля Латеранського палацу. Ще в XV столітті італійський гуманіст і бібліотекар папи римського Бартоломео Платіна (1421—1481) порівняв зображення на монетах і в монументі і розпізнав в постаті не Констянтина, а Марка Аврелія.
У 1538 році скульптуру перевезено на Капітолій на новостворену площу, де за проектом архітектора і скульптора Мікеланджело Буонарроті її встановили на новий постамент.
Вночі 29 листопада 1849 року на початку Римської республіки масова хода прибула на площу і прикрасила монумент трикольором (червоно-біло-зеленим прапором), що згодом став державним прапором поєднаної Італії.
У 1980-ті в Римі започаткували чергову програму збереження архітектурних пам'яток і стародавніх скульптур. Серед завдань програми — захист пам'яток від агресивних чинників навколишнього середовища столиці Італії. Було прийняте рішення про реставрацію і перенесення кінного монумента Марку Аврелію під дах Палаццо дей-Консерваторі, а на площі встановити його копію. Що і було здійснено.
Кінний монумент імператорові Марку Аврелію зображено на зворотному боці італійської монети в 50 євроцентів, дизайн якої розробив Роберто Маурі.

### Копія

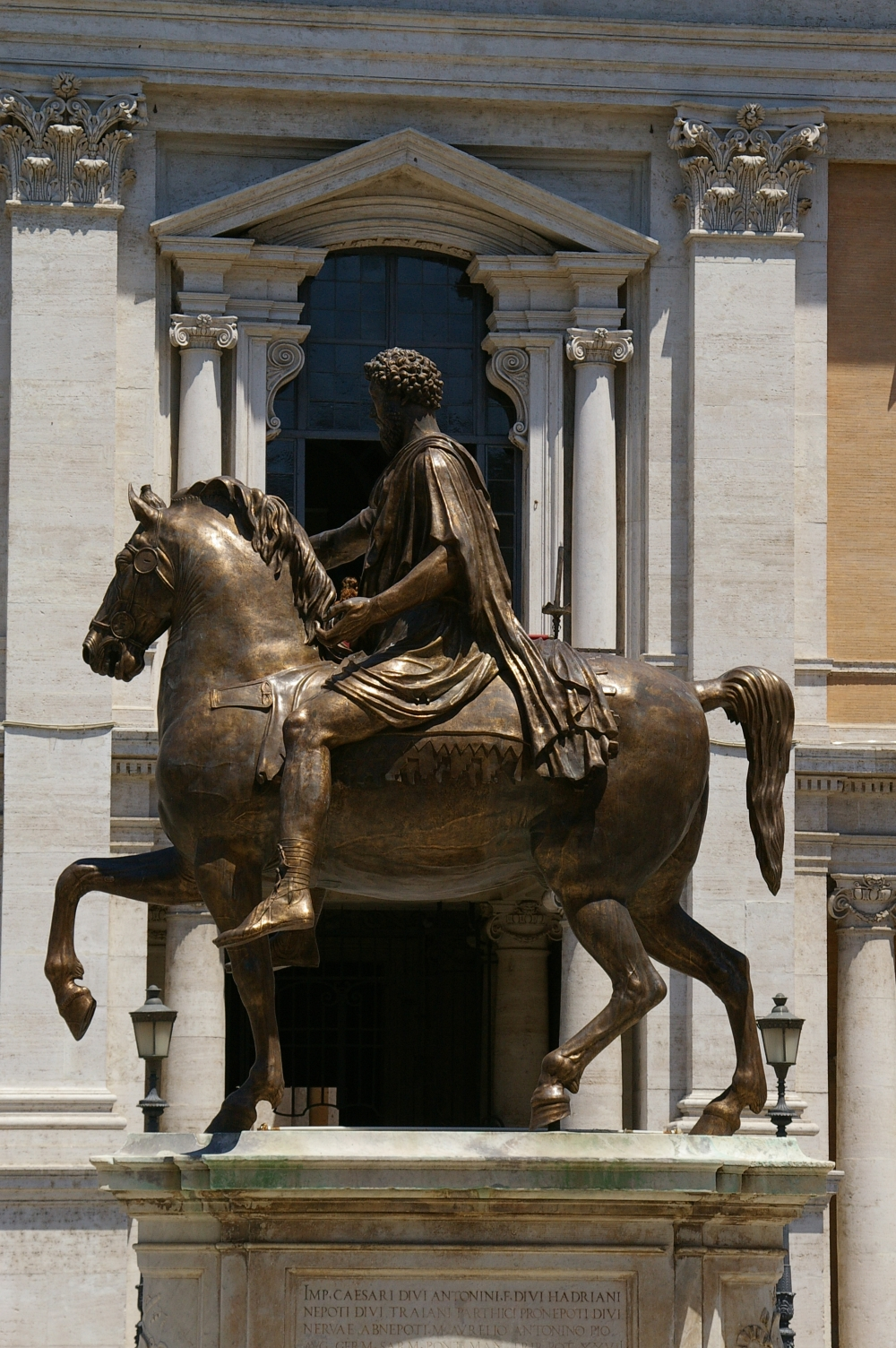
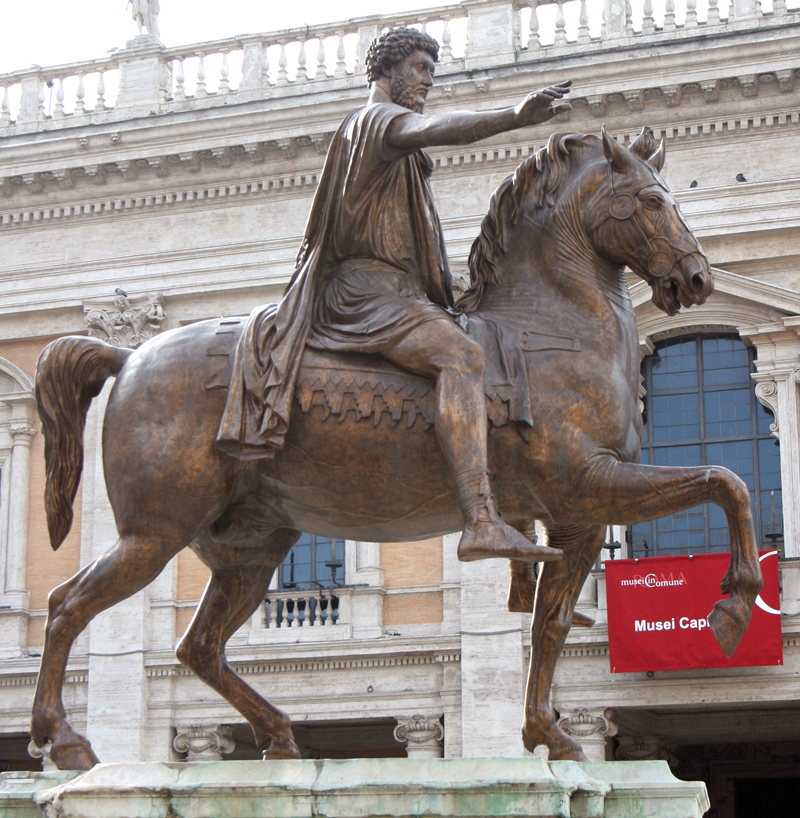
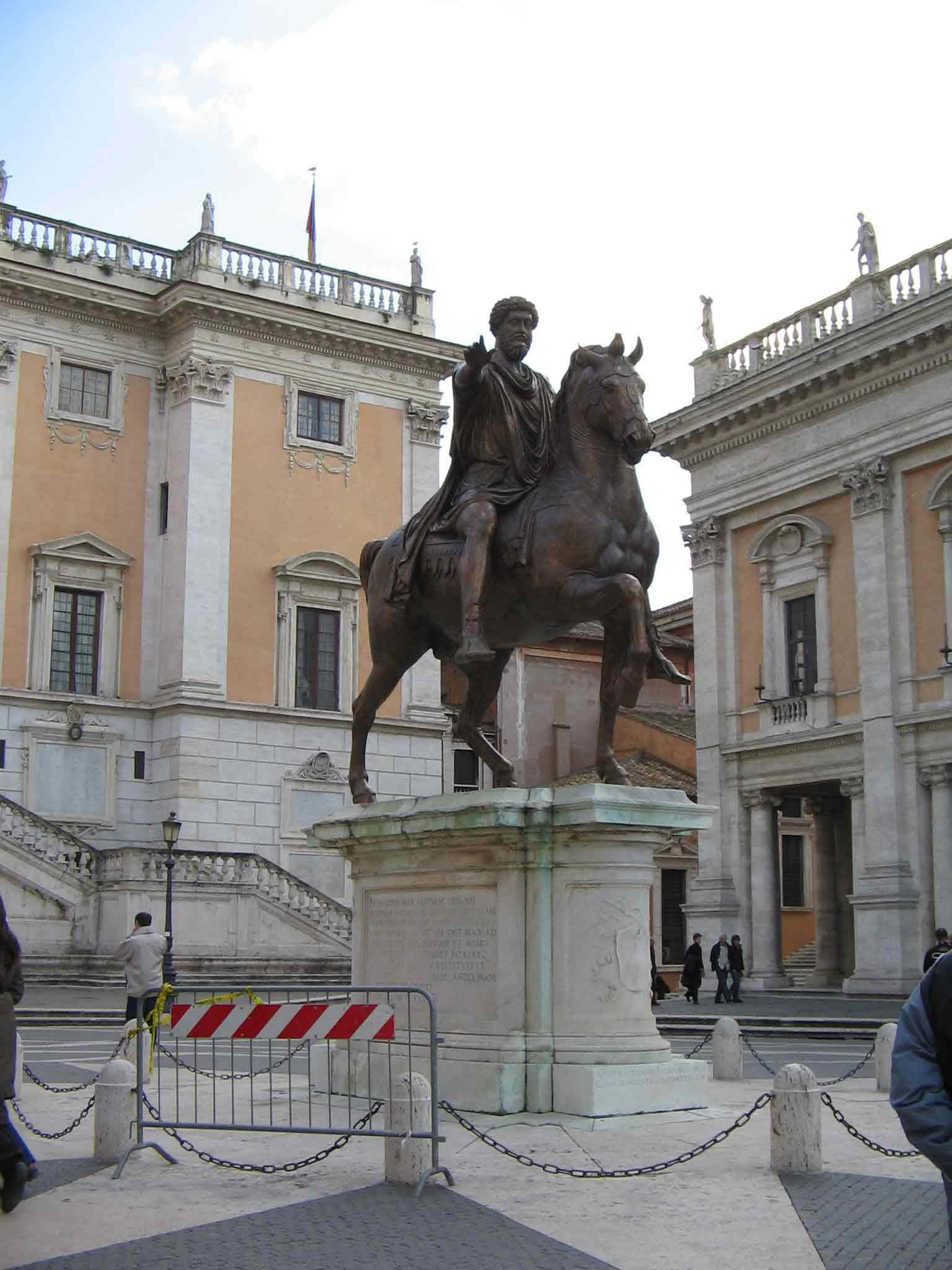
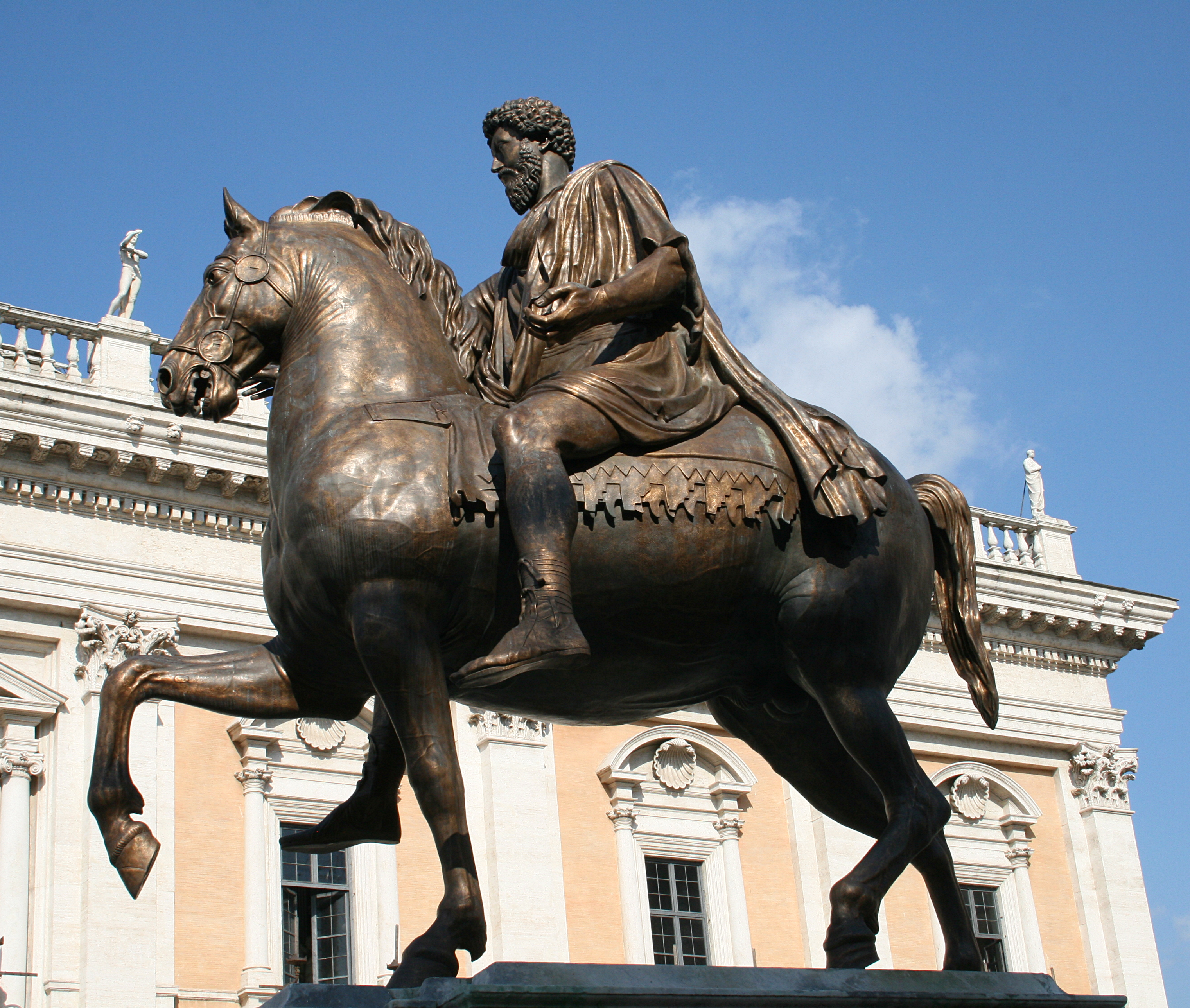

## Галерея

### Оригінал

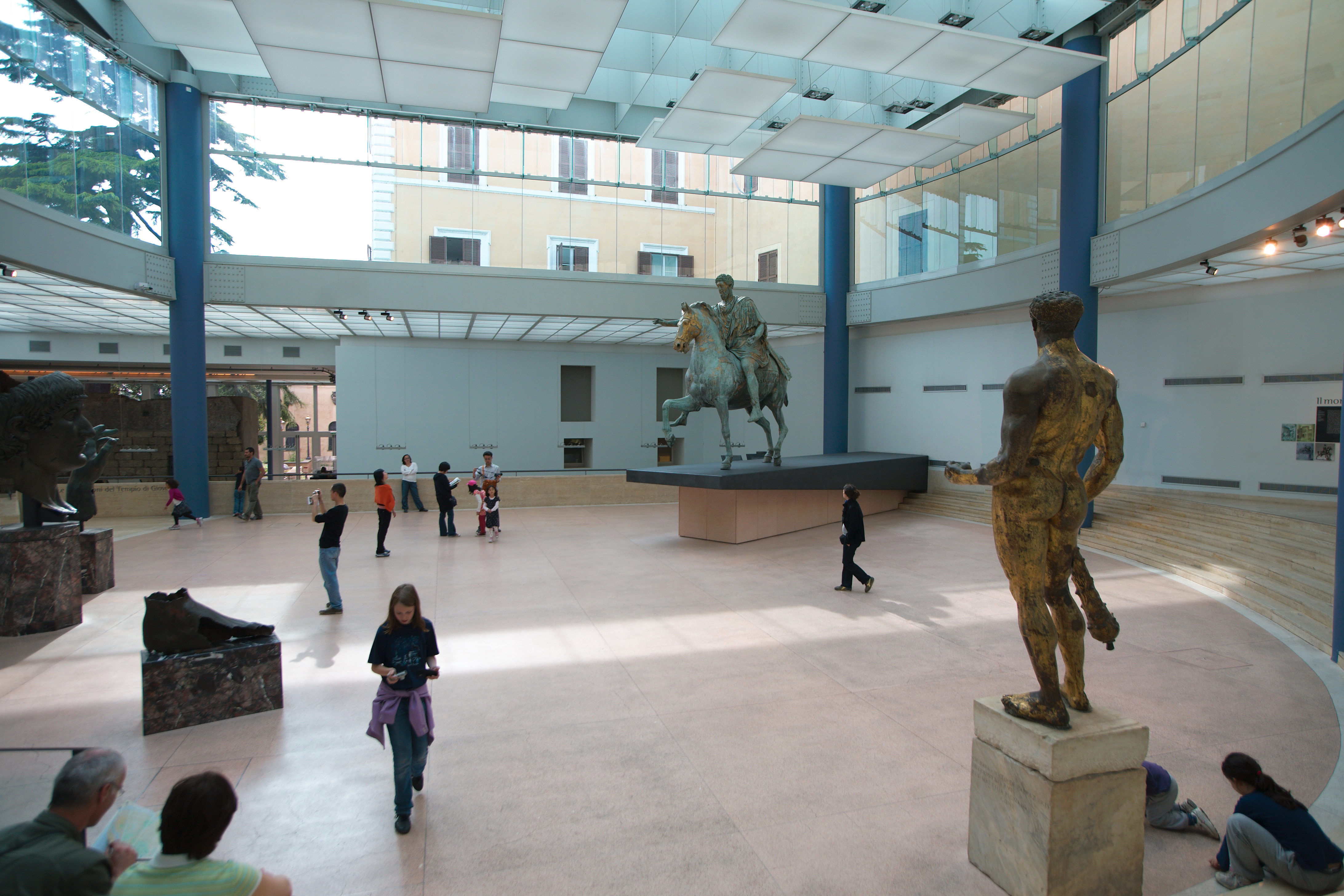
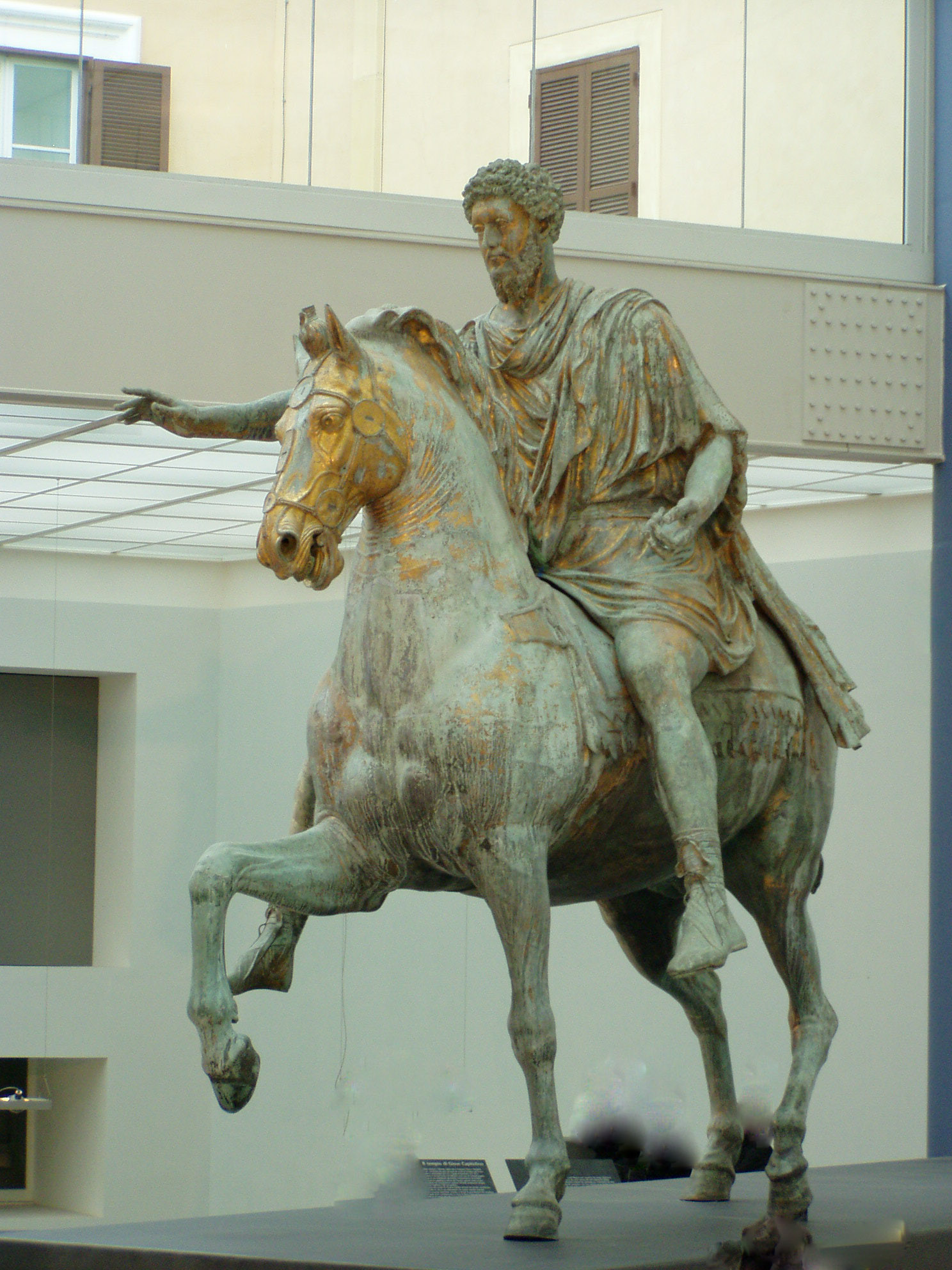
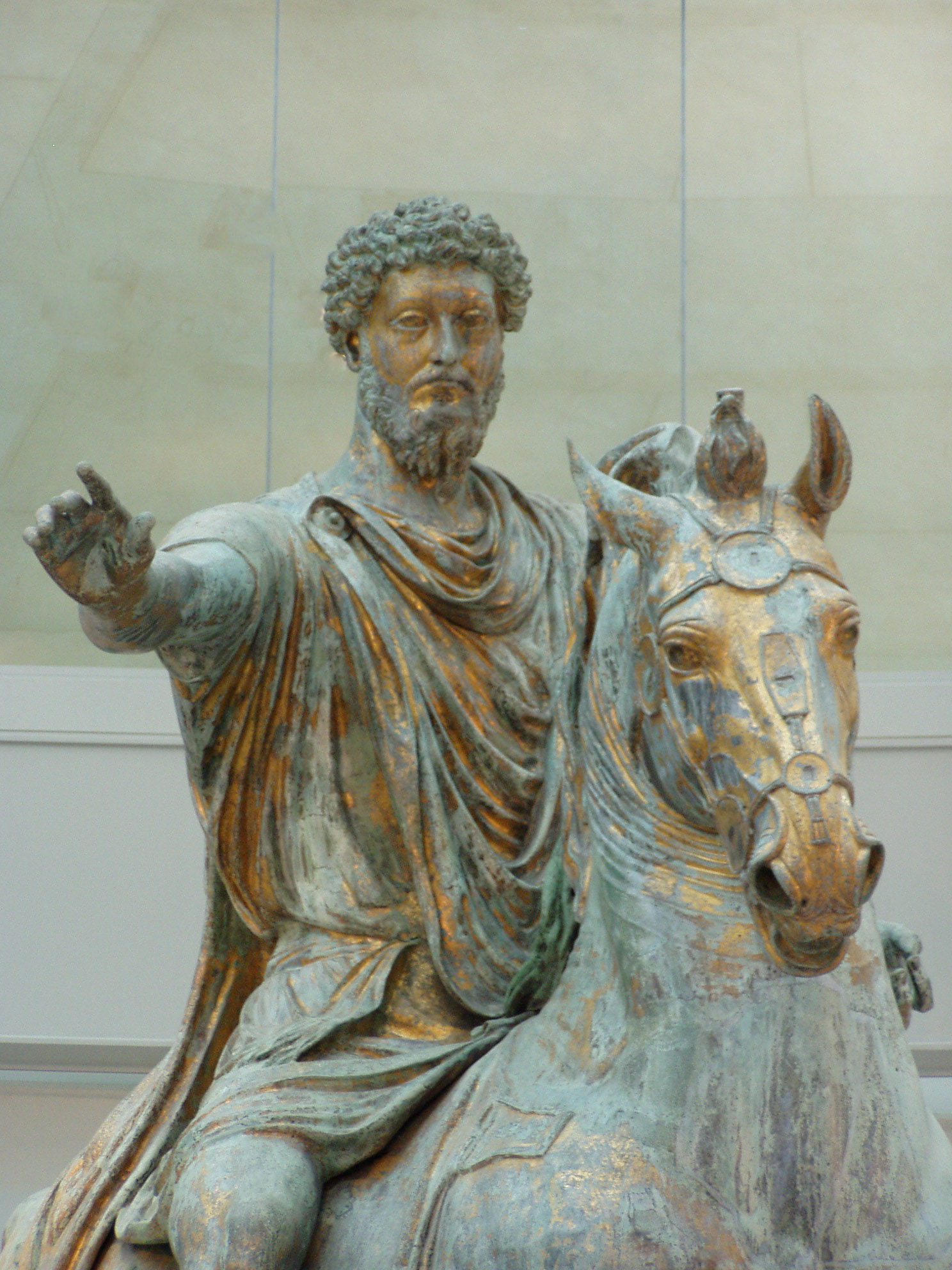
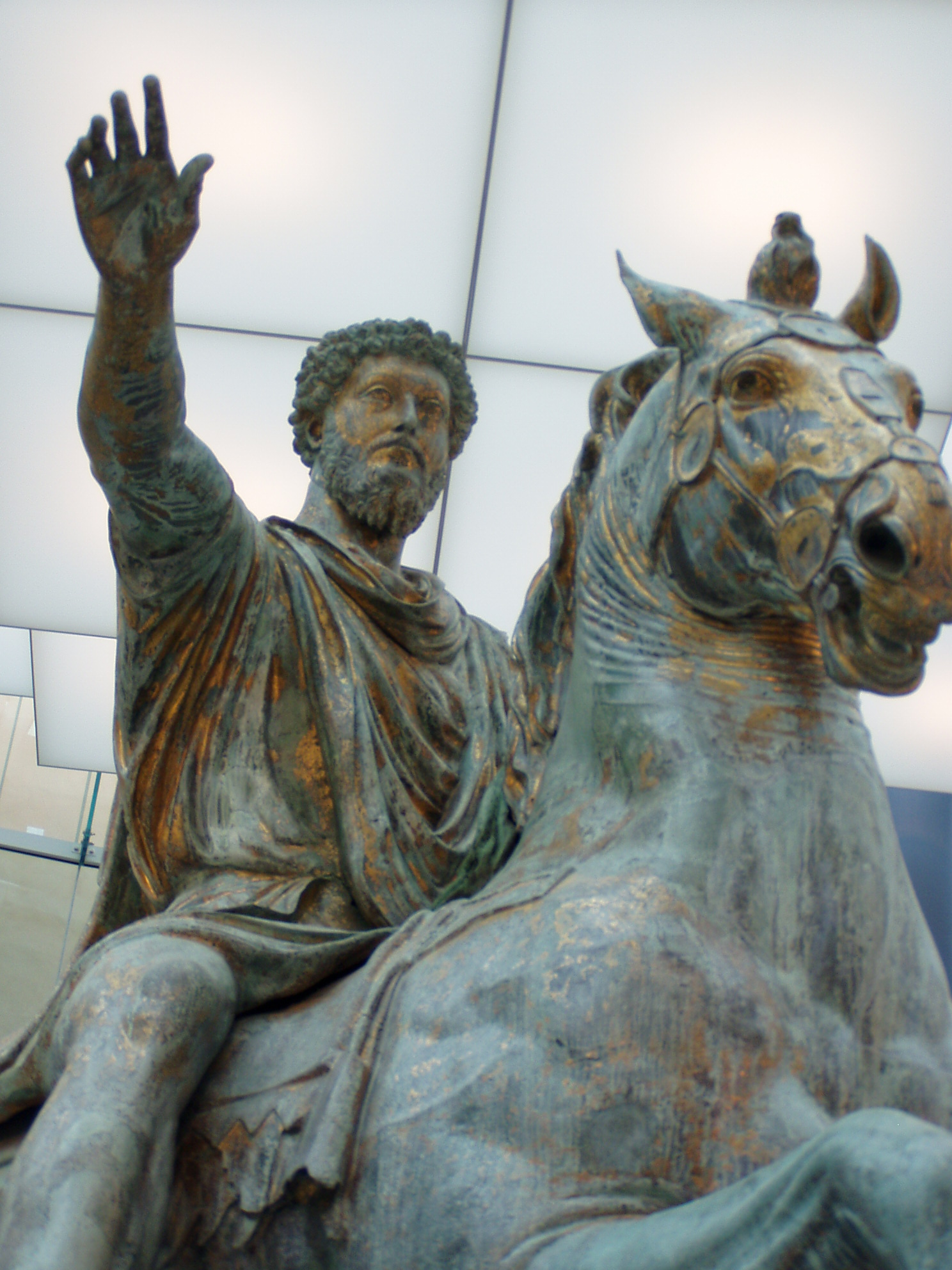
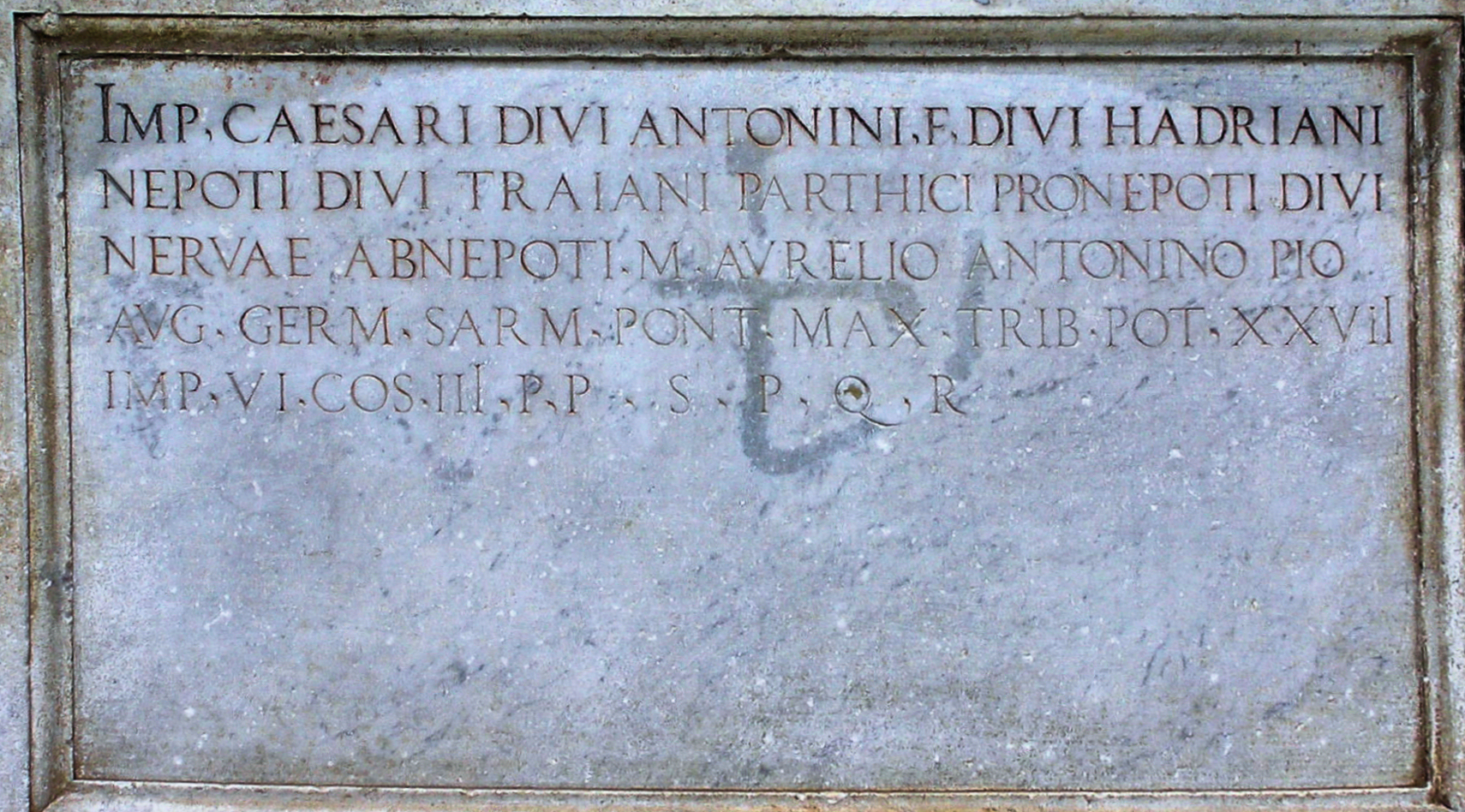
Напис